# Trường Kinh tế Cao cấp
Trường Kinh tế Cao cấp (tiếng Anh: National Research University "Higher School of Economics", HSE University; tiếng Nga: Национальный исследовательский университет "Высшая школа экономики", НИУ ВШЭ) tên gọi đầy đủ là Đại học Nghiên cứu Quốc gia "Trường Kinh tế cao cấp", được thành lập vào năm 1992 và nhanh chóng phát triển trở thành trung tâm nghiên cứu hàng đầu của nền giáo dục Nga và khu vực Âu-Á. Khẩu hiệu: "Học không vì bằng cấp, học vì cuộc sống" (Non Scholae Sed Vitae Discimus). Trường có hơn 20 khoa đào tạo với 4 campus là Moscow, Saint Petersburg, Nizhniy Novogorod và Perm. Trường Kinh tế cao cấp được QS World University Rankings xếp hạng top đối với các môn học thuộc các lĩnh vực kinh tế - tài chính, quản lý, khoa học xã hội, chính trị - quan hệ quốc tế, luật, lịch sử, toán, khoa học máy tính, giáo dục, ngôn ngữ, tâm lý học, truyền thông đa phương tiện và thiết kế (design). Tạp chí Forbes năm 2020 đã chọn HSE là đại học số 1 của nước Nga.

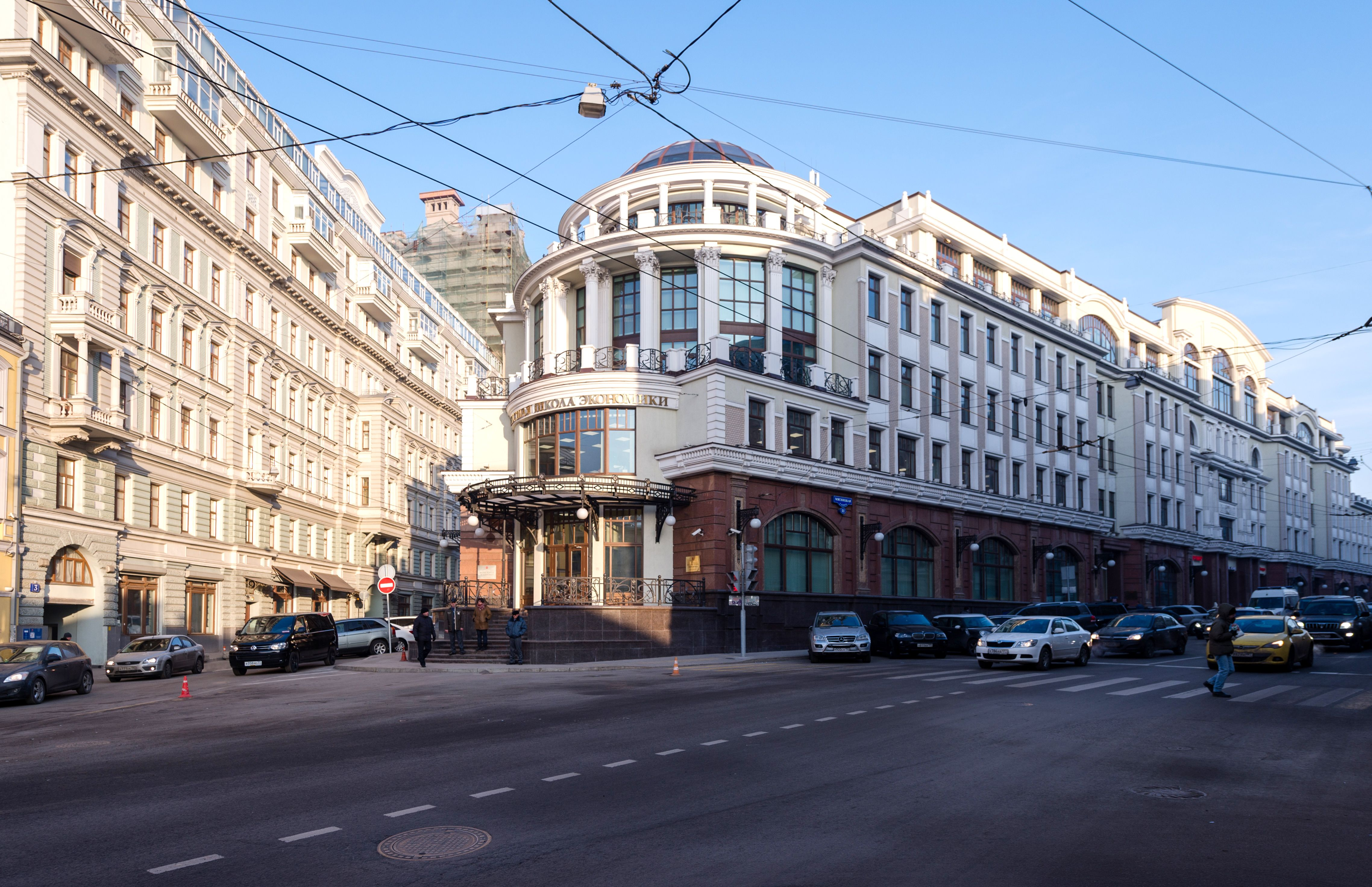
HSE University

## Lịch sử thành lập
Trường Kinh tế Cao cấp HSE được thành lập vào ngày 27 tháng 11 năm 1992 bởi các nhà kinh tế học nổi tiếng của Liên bang Nga, bao gồm Yevgeny Yasin, Yaroslav Kuzminov, Revold Entov, Oleg Ananyin và Rustem Nureev. Những người sáng lập tin tưởng vào sự tất yếu của cải cách kinh tế thị trường (sau sự sụp đổ của Liên Xô) và trường được lập ra nhằm đào tạo nguồn nhân lực mới hỗ trợ và truyền cảm hứng cho quá trình cải cách kinh tế của chính phủ Nga.

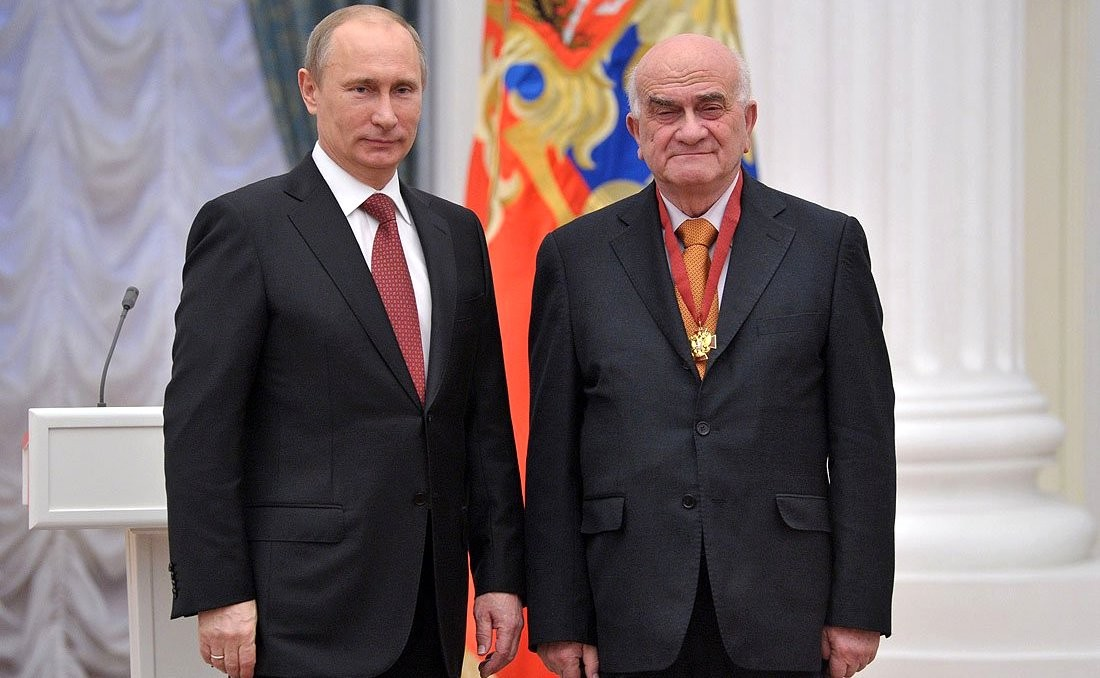
Tổng thống V. Putin trao huân chương cao quý "Vì phụng sự Tổ quốc" cho lãnh đạo trường Kinh tế cao cấp Evgeny Yasin

## Phát triển
Thành lập cách đây hơn hai mươi năm nhưng trường Kinh tế Cao cấp không ngừng phát triển và vươn lên, ngày nay đã trở thành trung tâm giáo dục hàng đầu nước Nga và thế giới. Năm 1992 trường Kinh tế Cao cấp (HSE) được thành lập chỉ với vỏn vẹn 157 sinh viên. Đến nay, trường đã có hơn 44.100 sinh viên, 1.050 nghiên cứu sinh và 80.800 cựu học viên với 7000 giảng viên trong bốn khu học xá tại bốn thành phố quan trọng nhất của Liên bang Nga.
Trường HSE có các mối liên hệ hợp tác chặt chẽ với các trung tâm nghiên cứu, các trường đại học tiên tiến nhất trên thế giới. Hằng năm, trường dành ra 35% tổng thu ngân sách vào đầu tư phát triển các dự án dài hạn nhằm thu hút và hỗ trợ các nhân tài cũng như cải thiện môi trường giáo dục. Trong mười năm qua, trường Kinh tế Cao cấp có sức hấp dẫn lớn đối với sinh viên quốc tế từ khắp nơi trên thế giới. Số lượng sinh viên quốc tế đã tăng lên gấp 20 lần, tính riêng đến năm 2020 đã có hơn 4.362 sinh viên quốc tế đang theo học với 765 hiệp định hợp tác & trao đổi giáo dục từ 421 trường đối tác .

Sinh viên quốc tế tại HSE University

Trường HSE cung cấp đa dạng các chương trình học gồm 80 chương trình Cử nhân (10 trong số đó được dạy hoàn toàn bằng tiếng Anh) và 172 chương trình thạc sỹ (35 chương trình bằng tiếng Anh). Các chương trình này bao gồm từ những chính sách công cộng đến kinh doanh sang nghiên cứu khu vực và tất cả chuẩn bị cho sinh viên trở thành lãnh đạo trong các lĩnh vực họ lựa chọn. Ngoài ra, trường còn có nhiều chương trình trao đổi sinh viên, chương trình bằng kép liên kết với các trường đại học top đầu toàn cầu và các Summer School hay Summer University. Các sinh viên có thể tiếp cận với việc học trực tuyến cùng với HSE trên Coursera, hiện HSE đã có hơn 2 triệu học viên chỉ riêng trên mô hình MOOCs này.
Ngoài các chương trình Dự bị tiếng Nga Lưu trữ ngày 4 tháng 7 năm 2020 tại Wayback Machine truyền thống, trường còn đào tạo Dự bị Đại học bằng tiếng Anh, chuẩn bị nền tảng Anh ngữ cho sinh viên theo học các lĩnh vực liên quan đến Kinh tế - Tài chính.
HSE là đại học quốc tế hóa nhất trong số các cơ sở giáo dục của Liên bang Nga. Để làm phong phú thêm môi trường học thuật, trường đã tổ chức mời các nhà nghiên cứu và học giả quốc tế đến giảng dạy và làm việc, số lượng chiếm khoảng 7% (dự kiến sẽ tăng lên 12% trong thời gian tới). Hiện tại có 40 phòng thí nghiệm tiên tiến được dẫn dắt bởi chính các nhà khoa học quốc tế hàng đầu ấy, đóng góp hết sức quan trọng cho sự phát triển học thuật tại HSE. Hàng năm, có hàng trăm công trình khoa học được công bố bởi HSE.
Trường Kinh tế cao cấp là nơi có các chương trình và khoa học tiên tiến nhất ở Nga, bao gồm bộ phận Nghiên cứu đô thị đầu tiên của quốc gia. Năm 2014, hợp tác với công ty Yandex hàng đầu của Nga, trường đã mở Khoa Khoa học Máy tính để đào tạo các thế hệ lập trình viên và kỹ sư máy tính trong tương lai.

Shukhov Lab

Năm 2020, hệ thống QS - World University Rankings xếp hạng HSE vào top 7 các trường đại học hàng đầu Liên bang Nga và là đại diện Nga duy nhất thuộc "TOP 50 under 50" (các trung tâm giáo dục trẻ thành lập dưới 50 năm).
Trường Kinh tế Cao cấp là một ngôi trường trẻ trung với nhiều khát vọng, HSE đặt mục tiêu trở thành đại học nghiên cứu quốc gia uy tín nhất, đứng cùng hàng ngũ với các trường "trăm năm tuổi" nổi tiếng của liên bang. Trường HSE cũng không ngừng nỗ lực để vươn mình thành trung tâm đào tạo - nghiên cứu có ảnh hưởng toàn cầu và cạnh tranh với các trường tiên tiến khác trên thế giới. Đại học Nghiên cứu quốc gia "Trường Kinh tế cao cấp" là thành viên tích cực trong Đại dự án giáo dục Project 5-100 của chính quyền liên bang Nga với tham vọng đưa ít nhất 5 trường đại học Nga vào top 100 trường đại học hàng đầu thế giới.
Để thu hút sinh viên giỏi nhất, các học bổng và tiền trợ cấp dựa trên bằng khen được trao cho những ứng cử viên đủ tiêu chuẩn. Từ năm 2016, HSE tổ chức cuộc thi "HSE Global Scholarship Competition" trực tuyến để tuyển lựa và cấp học bổng cho các sinh viên ưu tú. Trường xây dựng trang facebook tiếng Việt nhằm giúp các sinh viên Việt Nam dễ dàng tiếp cận các thông tin giáo dục từ HSE.

## Xếp hạng[8]
|                                                        |  | Vị trí HSE trên toàn cầu | Vị trí HSE tại Nga |
| ------------------------------------------------------ |  | ------------------------ | ------------------ |
| Xếp hạng chung:                                        |  | 298                      | 7                  |
|                                                        |  |                          |                    |
| Xếp hạng theo lĩnh vực riêng:                          |  |                          |                    |
| Xã hội học                                             |  | 51-100                   | 1                  |
| Chính trị học & Quan hệ quốc tế                        |  | 48                       | 1                  |
| Kinh tế & Kinh tế lượng                                |  | 101-150                  | 1                  |
| Tài chính & Kiểm toán                                  |  | 101-150                  | 1                  |
| Kinh doanh & Quản lý                                   |  | 101-150                  | 1                  |
| Lịch sử                                                |  | 51-100                   | 1                  |
| Giáo dục học                                           |  | 101-150                  | 1                  |
| Địa lý                                                 |  | 151-200                  | 1                  |
| Triết học                                              |  | 101-150                  | 2                  |
| Luật học                                               |  | 151-200                  | 2                  |
| Toán học                                               |  | 101-150                  | 3                  |
| Ngôn ngữ                                               |  | 101-150                  | 3                  |
| Ngôn ngữ hiện đại                                      |  | 101-150                  | 3                  |
| Khoa học máy tính & Hệ thống thông tin                 |  | 151-200                  | 4                  |
| Vật lý & Thiên văn                                     |  | 451-500                  | 16                 |
|                                                        |  |                          |                    |
| Xếp hạng theo khoa                                     |  |                          |                    |
| Khoa học xã hội và Quản lý                             |  | 59                       | 2                  |
| Nghệ thuật & Nhân văn                                  |  | 145                      | 3                  |
| Kỹ sư và kỹ thuật                                      |  | 401-450                  | 13                 |
| Khoa học tự nhiên                                      |  | 451-500                  | 14                 |
|                                                        |  |                          |                    |
| QS - Top 50 trường đại học trẻ danh tiếng dưới 50 tuổi |  | 31                       | 1                  |

| Lĩnh vực xếp hạng  |  | Vị trí HSE trên toàn cầu/ Châu Âu | Vị trí HSE ở Nga |
| ------------------ |  | --------------------------------- | ---------------- |
| Xã hội học         |  | 151-200                           | 1                |
| Toán học           |  | 101-150                           | 1                |
| Khoa học Chính trị |  | 101-150                           | 1                |
| Kinh tế            |  | 201-300                           | 1                |
| Tâm lý học         |  | 301-400                           | 1                |
| Quản lý            |  | 401-500                           | 2                |

## Các khoa, ngành đào tạo
Faculty of Economics
- School of Theoretical Economics
- School of Applied Economics
- School of Finance
- School of Mathematics
- School of Statistics and Data Analysis

Faculty of World Economics and International Affairs
- School of World Economy
- School of International Affairs
- School of Asian Studies

Faculty of Business and Management
- School of Business Administration
- School of Logistics
- School of Business Informatics
- Higher School of Business Informatics
- Institute of Innovation Management
- International Centre of Training in Logistics
- Institute of Information Technologies
- Higher School of Project Management
- Institute of Communication Management
- Higher School of Marketing and Business Development
- International Institute of Administration and Business

Faculty of Computer Science
- School of Software Engineering
- School of Data Analysis and Artificial Intelligence
- Big Data and Information Retrieval School

Faculty of Mathematics
- Moscow State Institute of Electronics and Mathematics

Faculty of Law
Faculty of Communications, Media and Design
- School of Media Communications
- School of Integrated Communications
- School of Design

Faculty of Humanities
- School of History
- School of Cultural Studies
- School of Linguistics
- School of Philology
- School of Philosophy
- School of Foreign Languages
- Viện Đông phương học cổ điển và Văn minh

Faculty of Social Sciences
- School of Sociology
- School of Public Administration
- School of Psychology
- Institute of Education
- Institute of Demography
- Public Policy Department

Các cơ quan khác:
- Graduate School of Urban Studies and Planning
- Banking Institute
- Graduate School of Urban Studies and Planning
- Graduate School of Management
- Higher School of Jurisprudence
- GASIS Institute of Continuing Professional Education
- A.B. Soloviev Institute for State and Local Procurement Management
- Institute of Professional Retraining
- International Institute of Statistical Education
- Institute for Statistical Studies and Economics of Knowledge